# オロチョン族

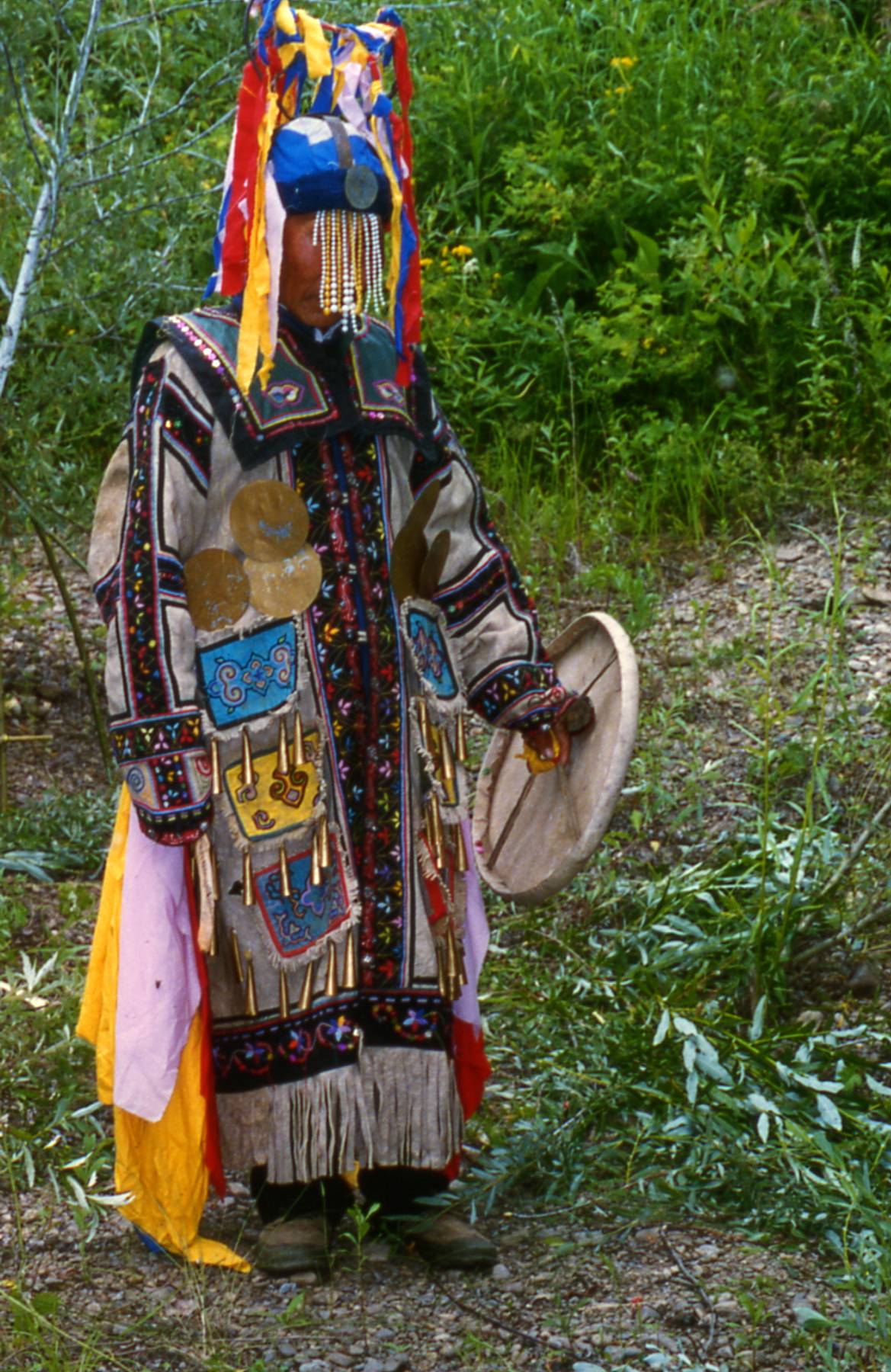
オロチョン族のシャーマン

オロチョン族（Orochon, Oroqin、繁体字：鄂倫春、簡体字：鄂伦春族）は、ツングース系の言葉を話す民族（ツングース系民族）。しばしばエヴェンキ族の一派とみなされる。主に北東アジアの興安嶺山脈周辺で中国領内の内モンゴル自治区、その近隣のロシア領内のバイカル湖東部沿岸からアムール川沿いに居住する。トナカイを飼養する。もともとは狩猟をしながら移動していたが、現在は定住化が進んでいる。

## 生活

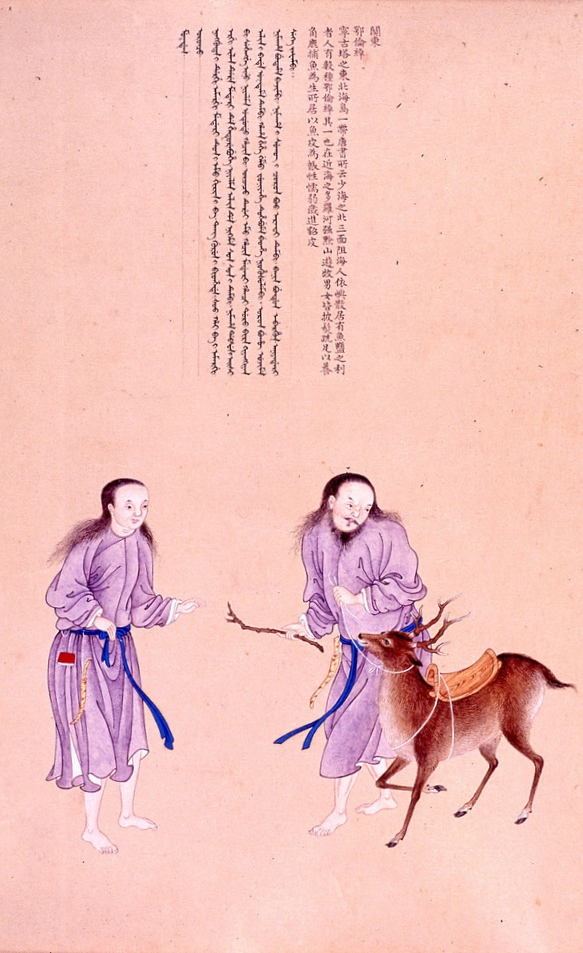
オロチョン族を描いた中国の絵画（清、謝逐『職貢図』）

この民族の代表的な生業は、肉・内臓・血の食用・飲用や皮革採取目的での獣の狩猟である。狩猟の対象の獣は、マールー（馬鹿（ばろく）、ワピチの亜種マンシュウアカシカ）、ノロ、ハンダハン（駝鹿（だろく）・ラクダジカ、ヘラジカの亜種マンシュウエルクジカ）などのシカ類やリス、テン、オオカミ、イノシシ、オオヤマネコ、クマなどが挙げられる。トナカイを飼養して移動生活を送ってきた。興安嶺地域において騎馬の習慣が認められ、狩猟時の移動と荷物運搬の手段としてウマが用いられるが、これはモンゴル民族からの影響によるものと考えられている。
オロチョン族の伝統的な住居は、比較的細いシラカバなどの幹の柱を何本も組んでその外部をシカ類などの毛皮で覆った円錐形の天幕式住居である。ただし、定住化が進んだ現在では、日常的には近隣の漢族やロシア人と同様の住居で生活し、泊まり掛けの狩猟の際に山野で臨時に設けるのみである。エヴェンキ族もこのような天幕式住居を伝統的に使用してきた。
円錐形天幕住居のほか、シラカバの樹皮を加工した舟や工芸品（樺皮細工）、シャーマニズムの信仰、社会構造などにおいて、エヴェンキと共通の文化要素が認められる。

## 他民族との関わり
こうした伝統文化は、ロシアではソビエト連邦時代、中華人民共和国では文化大革命時には弾圧され一時途絶えていたが、ロシアではその体制崩壊により、少しずつ復興されつつある。
かつてはロシア人やモンゴル系のダウール族の商人との交易を行い、皮革と引き換えに、ロシア人やダウール族から鍋などの生活用品、狩猟に必要な銃・散弾のほか、酒類などの嗜好品も得た。
中国側のオロチョン族に対しては、満洲国時代の1930年代後半に、関東軍の特務機関が工作して軍事訓練をほどこし、対ソ情報収集の任務を与えた。オロチョン族はソ連領内にも同族がおり、ロシア語と中国語に通じていたため、その種の任務に適していた。当時関東軍の特務機関は少数民族宣撫工作に阿片を用いたともいわれており、オロチョン族の間に麻薬中毒が広がり、戦後もしばらく続いたと主張する研究者もいる。
1943年に14歳で満蒙開拓青少年義勇軍として満洲に渡った岩間典夫（山梨県出身）は、シベリア抑留、中国人民解放軍入隊を経て交易馬車の護送中、オロチョン族に襲撃されて捕われたが、日本人であることから命を助けられ、オロチョン族と生活をともにし、妻をオロチョン族からむかえてオロチョンで指導者的役割を担った人物である。
アムール川流域や樺太（サハリン）では、エヴェンキ族やウィルタ（オロッコ）族に対し、しばしば「オロチョン」の呼称が用いられたことがあった。

## 中国の自治地方

### 自治旗
- オロチョン自治旗

### 民族郷
- ジャラントン市
  - オロチョン民族郷
- 呼瑪県
  - 白銀納オロチョン族民族郷
- 塔河県
  - 十八站オロチョン族郷

## 遺伝子
オロチョン族のY染色体ハプログループはC2が61.3％、O2が19.4%である。

## その他
北海道網走市では「オロチョンの火祭り」が行われているが、これは和人（大和民族）による観光行事で、かつては網走在住のウィルタやニヴフの協力を得ていたこともあるが、彼らの伝統文化を尊重した内容ではないので、じきに参加を拒否するようになった。これは、「オロチョン」という言葉が北方諸民族の漠然とした呼称として用いられた時期の名残りである。現在でも、語呂の良さから「オロチョン」の呼称が用いられているが、オロチョン族に火祭りという習俗はない。
また、味噌ラーメンを唐辛子等で辛く味付けした「オロチョンラーメン」なる商品やメニュー、ラーメン店があるが、「オロチョンの火祭り」から連想された名称である。「オロチョン」がアイヌ語で「勇敢」という意味であるという説明もなされることもあるが、アイヌ語にはそのような語彙はなく、根拠のない説明である。